# 弗洛雷斯科斯塔庫卡
弗洛雷斯科斯塔庫卡（西班牙語：Flores Costa Cuca），是危地馬拉的城鎮，位於該國西部，由克薩爾特南戈省負責管轄，面積63平方公里，海拔高度510米，2002年人口19,405，人口密度每平方公里308.02人。